# Abborrtjärnarna (Ramsjö socken, Hälsingland)
Abborrtjärnarna är en sjö i Ljusdals kommun i Hälsingland och ingår i Delångersåns huvudavrinningsområde.